# کوند-کویکین
کوند-کویکین شهری در شهرستان کومبیسیری در استان بازگا در بورکینافاسوی مرکزی است و جمعیت آن ۳۲۱ نفر است.